# Босанско-Грахово
Босанско-Грахово — город, столица одноимённой общины в западной части Боснии и Герцеговины. Он расположен на границу с Хорватией, недалеко от городов Дрвар, Ливно и Гламоч. Административно является частью 10 Кантона Федерации Боснии и Герцеговины.

## Население

### 1991
- Всего — 2096 (100 %)
- Сербы — 1999 (95,37 %)
- Хорваты — 14 (0,66 %)
- Боснийцы — 6 (0,28 %)
- Югославы — 61 (2,91 %)
- Другие — 16 (0,76 %)

## История
Предполагается, что город был основан в десятом веке.
Гаврило Принцип, совершивший Сараевское убийство в 1914 году, родился в деревне Обляй (серб. Obljaj), которая находится недалеко от города, к востоку от Босанско-Грахово.
Во время боснийской войны город был под контролем боснийских сербов. Осенью 1995 года город в районе операции "Буря" захватили хорватские войска, это стало причиной массовой эвакуации сербов. После войны большая часть сербов вернулись и до сих пор составляют большинство населения.

## Известные люди
- Ксения Пайчин
- Доброта Лошич
- Байя Мали Книнджа
- Гаврило Принцип
- Неда Украден